# The Complete Bitches Brew Sessions
The Complete Bitches Brew Sessions è un box set di 4 dischi di registrazioni musicali del compositore e trombettista jazz Miles Davis, registrato tra la fine del 1969 e il 1970 e pubblicato dalla Columbia Records nel 1998. Il box set è il numero sei della serie di pubblicazioni di Miles Davis Complete Sessions box-sets.
Il cofanetto raccoglie tutto il materiale inciso durante le sessioni di registrazione in studio per la realizzazione del celebre disco di Davis Bitches Brew che rivoluzionò i canoni del jazz.
Il box raggiunse la sesta posizione nella classifica Jazz Albums.

## Tracce
Disco uno
1. Pharaoh's Dance (Joe Zawinul) – 20:06
2. Bitches Brew (Miles Davis) – 26:58
3. Spanish Key (Davis) – 17:34
4. John McLaughlin (Davis) – 4:22

Disco due
1. Miles Runs the Voodoo Down (Davis) – 14:01
2. Sanctuary (Wayne Shorter) – 10:56
3. Great Expectations (Davis - Zawinul) – 13:45
4. Orange Lady (Zawinul) – 13:50
5. Yaphet (Davis) – 9:39
6. Corrado (Davis) – 13:11

Disco tre
1. Trevere (Davis) – 5:55
2. The Big Green Serpent (Davis) – 3:35
3. The Little Blue Frog (alternate take) (Davis) – 12:13
4. The Little Blue Frog (Davis) – 9:09
5. Lonely Fire (Davis) – 21:09
6. Guinnevere (David Crosby) – 21:07

Disco quattro
1. Feio (Shorter) – 11:49
2. Double Image (Zawinul) – 8:25
3. Recollections (Zawinul) – 18:54
4. Take It or Leave It (Zawinul) – 2:13
5. Double Image (Zawinul) – 5:52

## Formazione
- Miles Davis - tromba, voci
- Don Alias - Congas, batteria
- Khalil Balakrishna - Sitar
- Harvey Brooks - basso elettrico, basso
- Ron Carter - basso
- Billy Cobham - batteria, Triangle
- Chick Corea - piano elettrico
- Jack DeJohnette - batteria
- Steve Grossman - sax soprano
- Herbie Hancock - piano elettrico
- Dave Holland - basso, basso elettrico
- Bennie Maupin - clarinetto basso
- John McLaughlin - chitarra elettrica
- Airto Moreira - percussioni e cuíca
- Bihari Sharma - Tabla, Tamboura
- Wayne Shorter - sax soprano
- Juma Santos (Jim Riley) - Conga, Shaker
- Lenny White - batteria
- Larry Young - piano elettrico, congas, organo elettrico
- Joe Zawinul - piano elettrico